# Sudan (Texas)
Sudan é uma cidade localizada no estado norte-americano de Texas, no Condado de Lamb.

## Demografia
Segundo o censo norte-americano de 2000, a sua população era de 1039 habitantes.
Em 2006, foi estimada uma população de 1022, um decréscimo de 17 (-1.6%).

## Geografia
De acordo com o United States Census Bureau tem uma área de
2,3 km², dos quais 2,3 km² cobertos por terra e 0,0 km² cobertos por água. Sudan localiza-se a aproximadamente 1144 m acima do nível do mar.

## Localidades na vizinhança
O diagrama seguinte representa as localidades num raio de 28 km ao redor de Sudan.